# Süntelsandstein

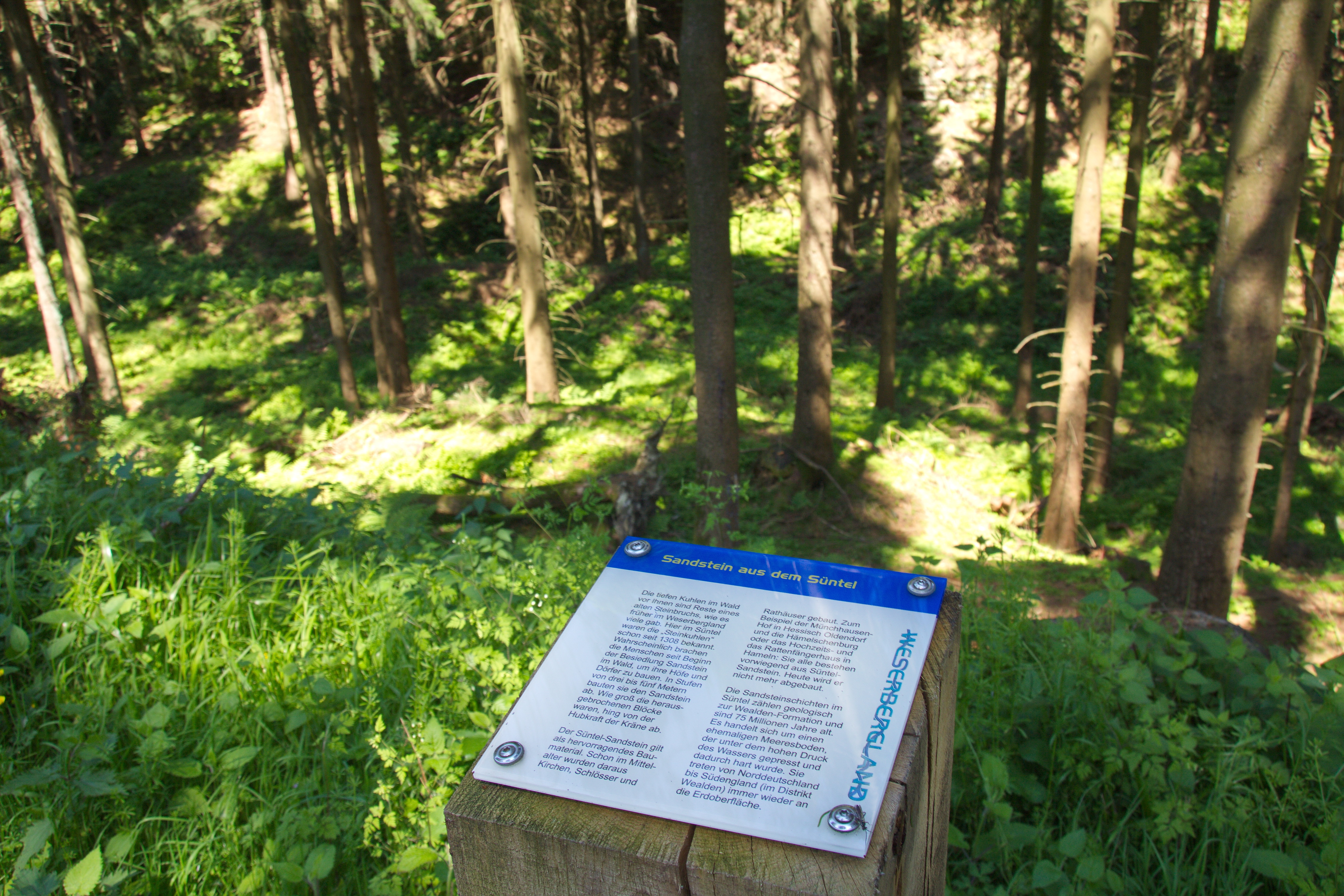
Sandstein aus dem Süntel in der Hohe Egge

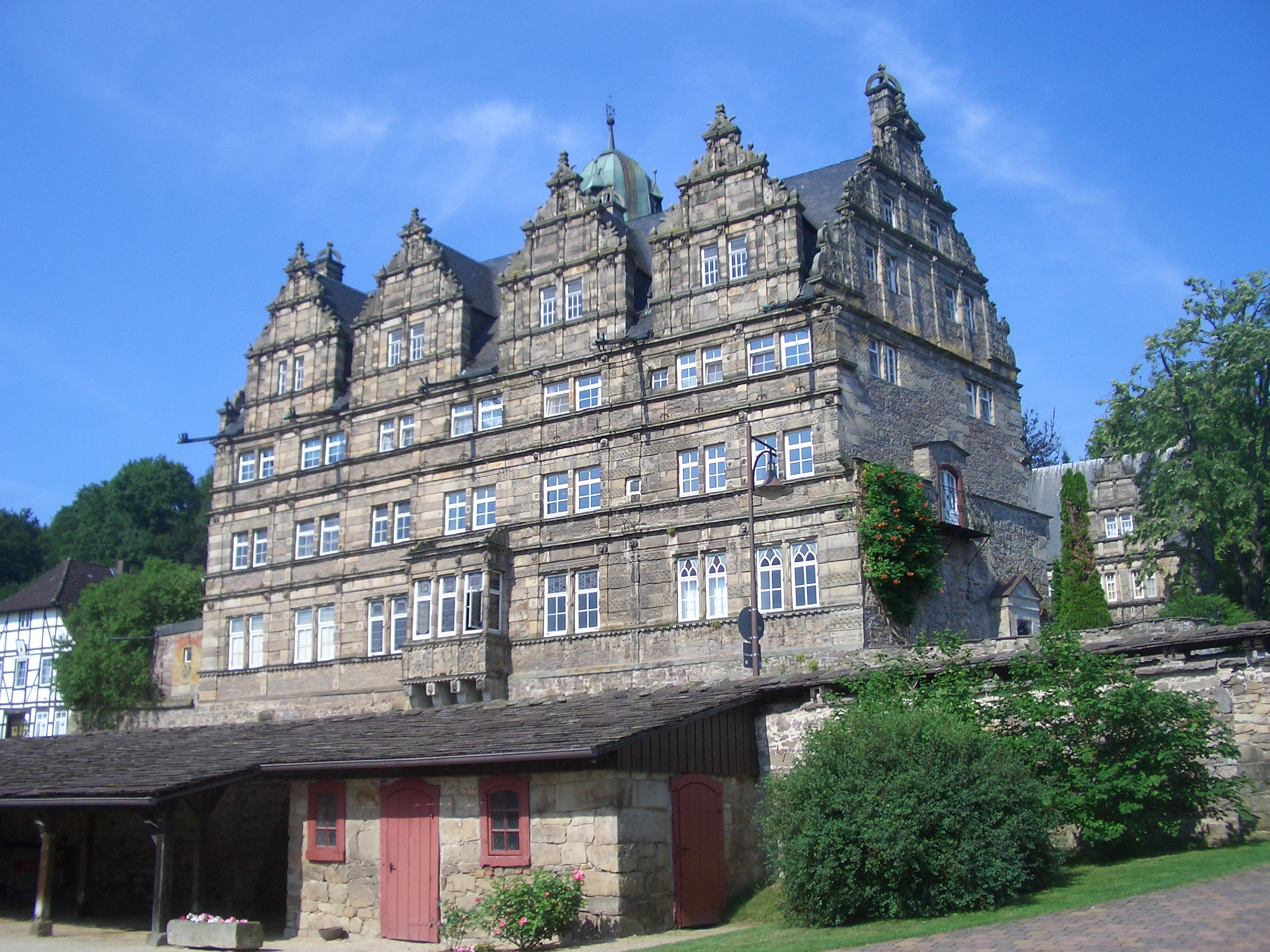
Schloss Hämelschenburg aus Süntelsandstein

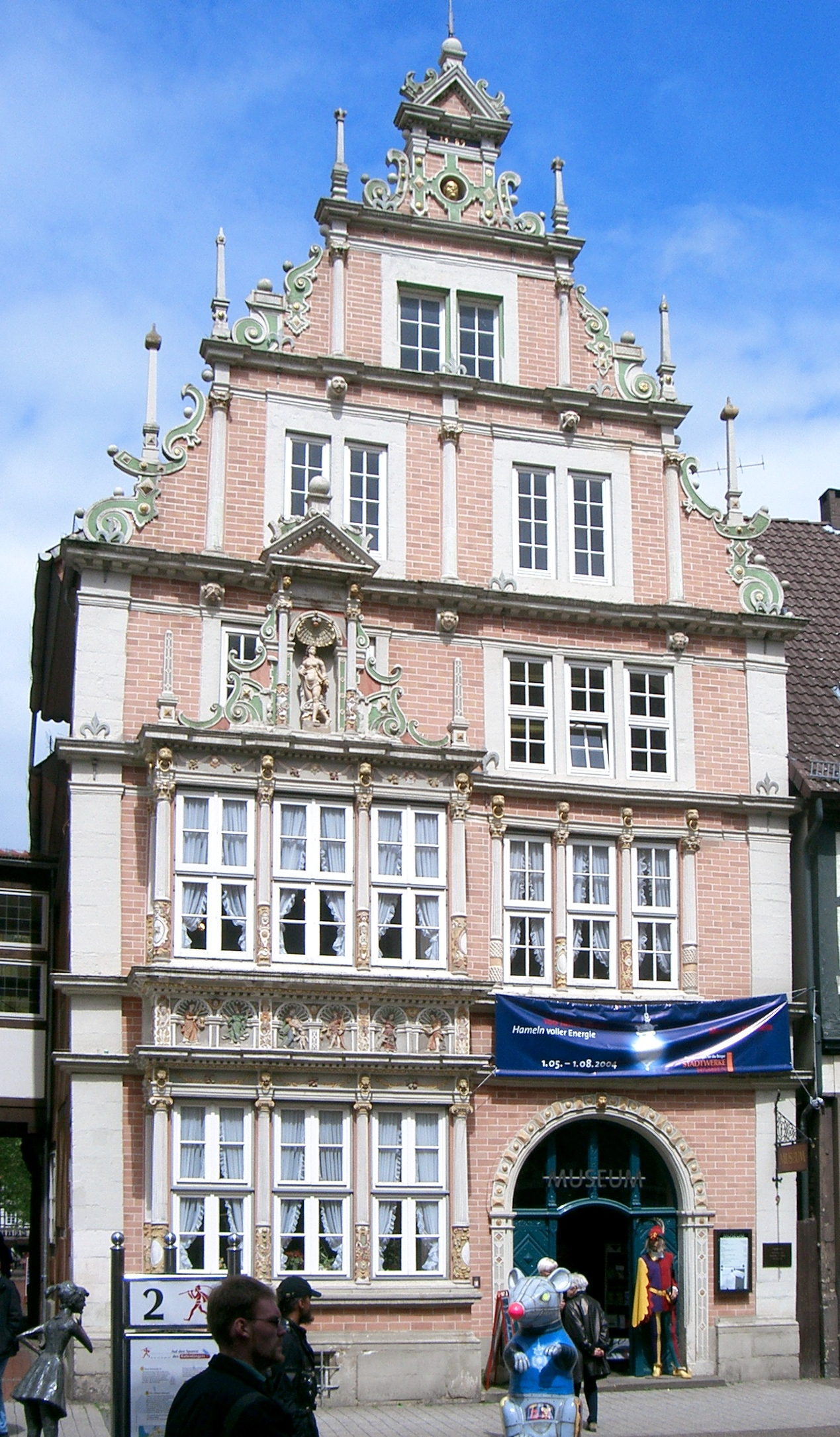
Steinarbeiten aus Süntelsandstein am Leist-Haus in Hameln

Der Süntelsandstein gehört zur Gruppe der Wealdensandsteinen und kommt in einem Sandsteinvorkommen im Höhenzug Süntel bei Hameln in Niedersachsen vor. Abbauorte befinden sich um Pötzen bei Hessisch-Oldendorf. Es handelt sich um einen Sandstein der Unteren Kreide. Im Jahre 2008 war kein Steinbruch mehr im Betrieb.

## Gesteinsbeschreibung
Der Süntelsandstein ist ein überwiegend kieseliger Sandstein mit Schiefertoneinlagen. Seine Farbe ist hell, gelblich und weißlichgrau. Der Osterwaldsandstein hat regional rötlich bis gelblich geflammte Texturen. In diesem Sandstein kommen auch Glimmer und kohlige Partikel vor. Er ist hauptsächlich feinkörnig, örtlich auch feinstkörnig, hin und wieder finden sich Gerölle bis zu einem Durchmesser von 20 Millimeter. Sein Porenvolumen ist nicht unerheblich. 

## Vorkommen
Das Vorkommen schwankt hinsichtlich des Bindemittelanteils durchaus. Einlagerungen von Tonen und Kohleflözen in diesem Gesteinsvorkommen kommen vor. Der Süntelsandstein von Hamelspringe war besonders feinkörnig und kam den Qualitäten des Obernkirchener Sandsteins nahe. Die Gesteinsschichten sind 200 bis 300 Meter mächtig. Die Schichtfolgen liegen um etwa 5 Meter Höhe, deren Qualitäten allerdings stark wechseln.

## Mineralbestand
Nach Grimm schwankt dieser Sandstein wie der Deistersandstein und Nesselbergsandstein von 78 bis 82 Prozent Quarz, 18 bis 20 Prozent Gesteinsbruchstücken, Schwermetallen bis zu 2 Prozent und die Akzessorien unter 1 Prozent. Die Schwermetalle und Akzessorien sind: Zirkon, Rutil, Apatit, Turmalin, Muskovit, Leukoxen und opake Körner. Die Korngröße liegt zwischen 0,06 und 0,4 mm.

## Verwendung
Der Süntelsandstein fand Verwendung als Mauerstein, Treppenstufen, als Bord- und Randstein und Pflaster. Aus bestimmten Lagen wurden Unterwasserbausteine gewonnen und Mühl- und Schleifsteine angefertigt. Ferner diente Sand für die Glasflaschenherstellung. Die Werksteine wurden vor allem im Nordwestdeutschen Raum, im Raum Hannover und Hameln verwendet. In der Umgebung von Hameln wurde dieser Sandstein für viele bekannte Bauten der Umgebung verwendet, wie z. B. beim Rattenfängerhaus, Hochzeitshaus und das Leist-Haus, ferner Schloss Barntrup, Schloss Schwöbber und Schloss Hämelschenburg.

## Entwicklung der Steinbrüche
Der Höhepunkt der Verwendung lag in der Gründerzeit und bereits 1914 erfolgte ein Rückgang der Nachfrage für die Betriebe mit 300 Steinhauern und Steinmetzen. 1938 waren lediglich zwei Betriebe mit der Gewinnung und Verarbeitung von Süntelsandstein befasst. Nach 1945 wurde ein Kleinbetrieb mit 12 Beschäftigten wieder eröffnet, heute wird in keinem Steinbruch mehr Süntelsandstein gebrochen. Das Gestein wird in Steinbrüchen bei Pötzen, Segelhorst, Langenfeld und Hamelspringe nur noch für den Straßenbau genutzt.

Kunsthistorische Verwendung von Süntelsandstein
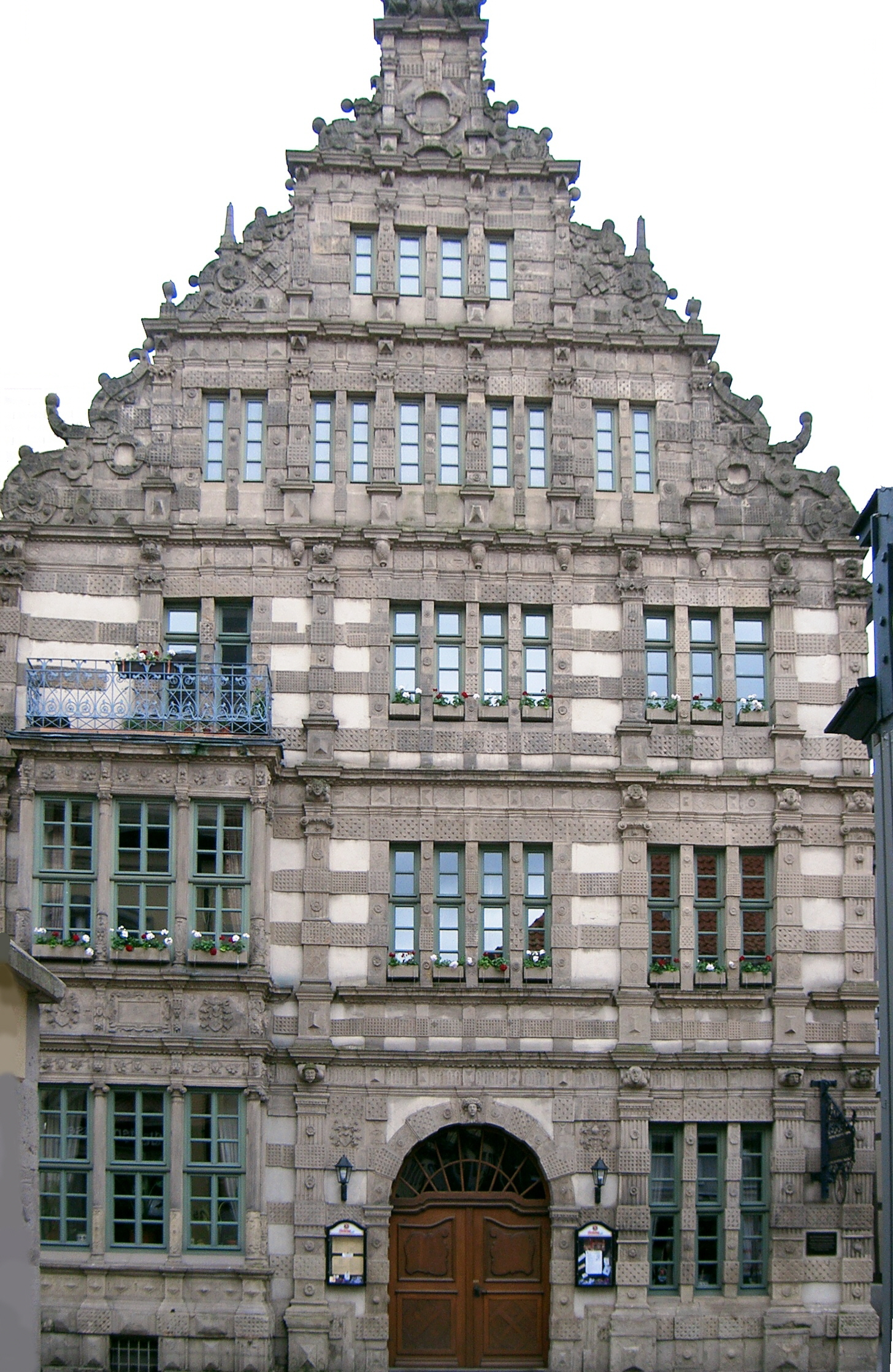
Rattenfängerhaus in Hameln
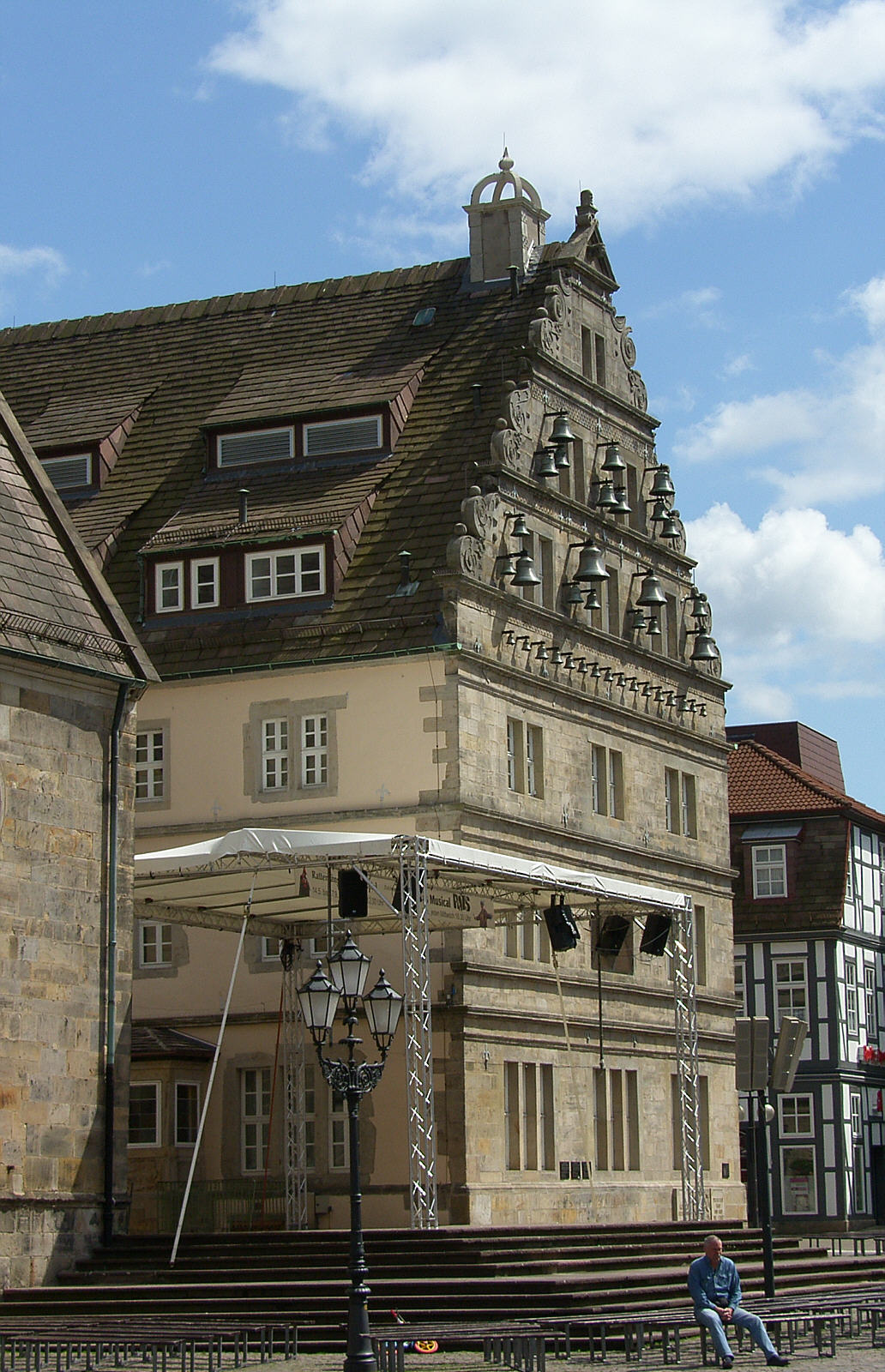
Hochzeitshaus in Hameln
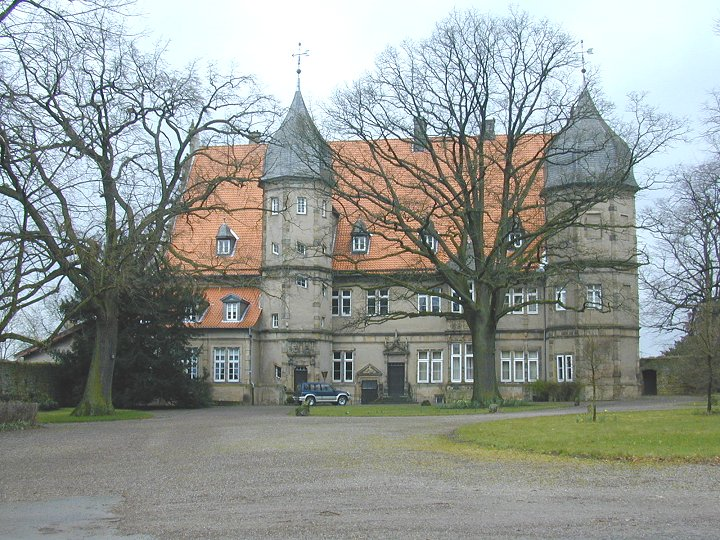
Kerssenbrocksches Schloss in Barntrup
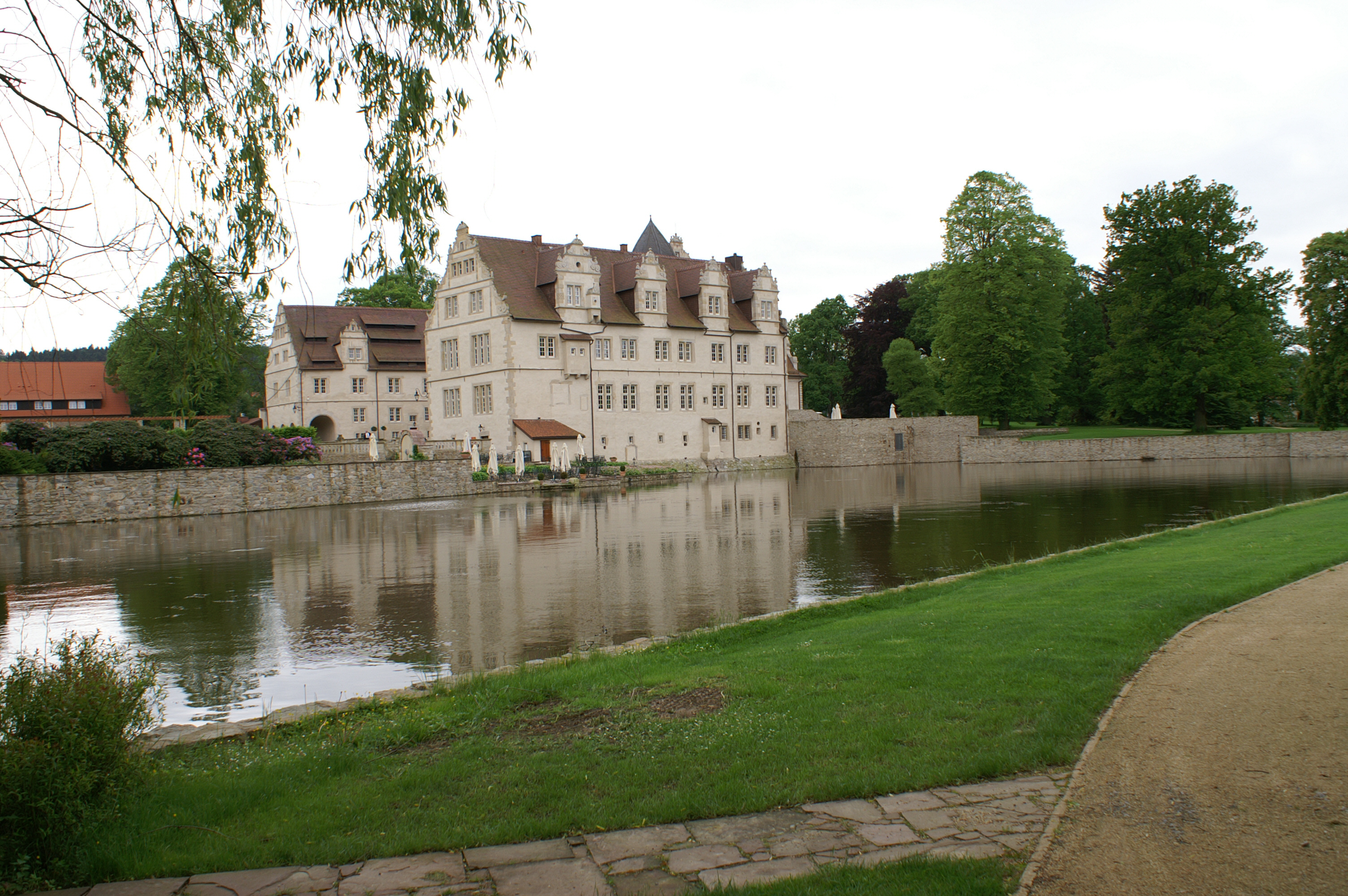
Schloss Schwöbber